# Марк Аллен
Ма́рк А́ллен (англ. Mark Allen нар. 22 лютого 1986) — професійний снукерист з Північної Ірландії, переможець Мастерс 2018 та Чемпіонату Великої Британії 2022. У 2025 Марк Аллен став першим гравцем, що зробив максимальний брейк на всіх трьох турнірах Потрійної корони.
Марк Аллен з раннього дитинства виявляв задатки снукерної майстерності. Завдяки успішним виступам на аматорській арені (Аллен послідовно виграв три найважливіших аматорських турніри — чемпіонат Європи, чемпіонат світу, чемпіонат Європи серед гравців до 19 років), Марк отримав путівку до Мейн-туру і став професіоналом у 2005 році. З того часу він постійно прогресував і поліпшував свою позицію в світовому табелі про ранги. 
Станом на чемпіонат світу 2025 Марк Аллен посідає 8 рядок у рейтингу професійних снукеристів  і зробив більше 600 сотенних серій, із яких 5 стали максимальними (147 очок).

## Віхи кар'єри
2004 рік. Виграє титул чемпіона світу серед аматорів.
2009 рік. Дійшов до півфіналу чемпіонату світу в Крусіблі, вибивши чинного чемпіона Ронні О’Саллівана, а потім програвши Джону Гіггінсу з рахунком 13-17.
2011 рік. Уперше потрапляє до фіналу рейтингового турніру на Чемпіонаті Великої Британії, але програє Джадду Трампу з рахунком 8-10.
2012 рік. Виграє перший рейтинговий титул на World Open у Китаї, перемігши Стівена Лі з рахунком 10-1.
2013 рік. Захищає титул World Open завдяки перемозі 10-4 над Метью Стівенсом у фіналі.
2014 рік. Чотири рази поспіль виходить до фіналів рейтингових турнірів і виграє Paul Hunter Classic, перемігши Джадда Трампа з рахунком 4-2 у вирішальному поєдинку.
2016 рік. Виграє свій перший рейтинговий титул на території Великої Британії на Players Championship (у фіналі переміг Ріккі Волдена 10-6) і робить свій перший професійний брейк 147 на UK Championship.
2018 рік. Здобуває перший титул Потрійної корони на Мастерсі в Лондоні, перемігши Кайрена Вілсона в фіналі з рахунком 10-7. Перемагає на International Championship у Китаї, перемігши у фіналі Ніла Робертсона з рахунком 10-5. Здобув свій п'ятий рейтинговий титул на Відкритому чемпіонаті Шотландії, перемігши Шона Мерфі з рахунком 9-7.
2020 рік. Виходить до фіналу Tour Championship, де програє Стівену Магвайру 6-10. Вперше виграє престижний турнір Чемпіон Чемпіонів, перемігши в фіналі Ніла Робертсона з рахунком 10-6 і вигравши головний приз у розмірі 150 000 фунтів стерлінгів.
2021 рік. Виграє свій шостий рейтинговий титул на Відкритому чемпіонаті Північної Ірландії. У фіналі, програючи по ходу матчу 6-8, у підсумку перемагає Джона Гіггінса з рахунком 9-8. У тому самому турнірі робить брейк 147 очок, свій другий у кар'єрі.
2022 рік. Вийшов до фіналу British Open, де програв Раяну Дею з рахунком 7-10. Другий рік поспіль виграє Відкритий чемпіонат Північної Ірландії, перемігши в фіналі Чжоу Юйлуна з рахунком 9-4. Виграє ще один титул Потрійної Корони - Чемпіонат Великої Британії. У фіналі, поступаючись 1-6 Діну Джуньху, в підсумку перемагає з рахунком 10-7.
2023 рік. Виграє World Grand Prix, перемігши Джадда Трампа з рахунком 10-9 в епічному фіналі. Це його дев’ятий рейтинговий титул у кар’єрі, і він стає десятим гравцем, який виграв три чи більше турнірів за один сезон. Виграє престижний запрошувальний турнір Чемпіон Чемпіонів, у фіналі переможений Джадд Трамп з рахунком 10-3. Виграє свій десятий рейтинговий турнір - Snooker Shoot Out, у фіналі переміг Цао Юйпена.
2024 рік. Стає першим британським гравцем, який зробив брейк у 147 очок на Мастерсі (у чвертьфіналі з Марком Селбі). Виграє Players Championship, перемігши Чжана Аньду в фіналі з рахунком 10-8. На турнірі British Open у матчі проти Бена Мертенса робить свій четвертий максимальний брейк. Отримує найбільший у кар'єрі гонорар у 250 тисяч фунтів стерлінгів за виграш Riyadh Season Championship, де у фіналі здолав Люку Бреселя 5-1.

## Особисте життя
У 2005 році Аллен почав стосунки з чемпіонкою світу зі снукеру серед жінок Ріен Еванс. У 2006 році у них народилася донька Лорен, але в 2008 році вони розірвали стосунки.. У 2011 році Аллен познайомився з Кайлою Макгіган, з якою одружився 10 травня 2013 року. У 2017 році у Аллена і Макгіган народилася донька Харлі. У травні 2020 року Аллен і Макгіган розлучилися. У травні 2021 року Марк Аллен оголосив себе банкрутом.
Як і деякі інші гравці, такі, як Пітер Ебдон та Марк Вільямс, Аллен не може розрізняти окремі кольори, зокрема виникають складнощі, коли коричнева куля розташована поруч з червоною. В цьому випадку він звертається за допомогою до рефері..